# Mairinchal
Mairinchal (en francès Mérinchal) és un municipi francès situat al departament de la Cruesa i a la regió de la Nova Aquitània. És en aquest poble on neix el riu Cher, que anirà a desembocar al riu Loira.

## Demografia
| 1962                                       | 1968  | 1975  | 1982  | 1990 | 1999 | 2007 |
| ------------------------------------------ | ----- | ----- | ----- | ---- | ---- | ---- |
| 1.175                                      | 1.187 | 1.159 | 1.032 | 907  | 821  | 754  |
| Des de 1962: població sense dobles comptes |       |       |       |      |      |      |

## Administració
| Període | Identitat                | Partit        |
| ------- | ------------------------ | ------------- |
| 2001-   | Marie-Françoise Ventenat | Divers droite |

## Agermanaments
- Öhningen, Alemanya